# Helgolandøya

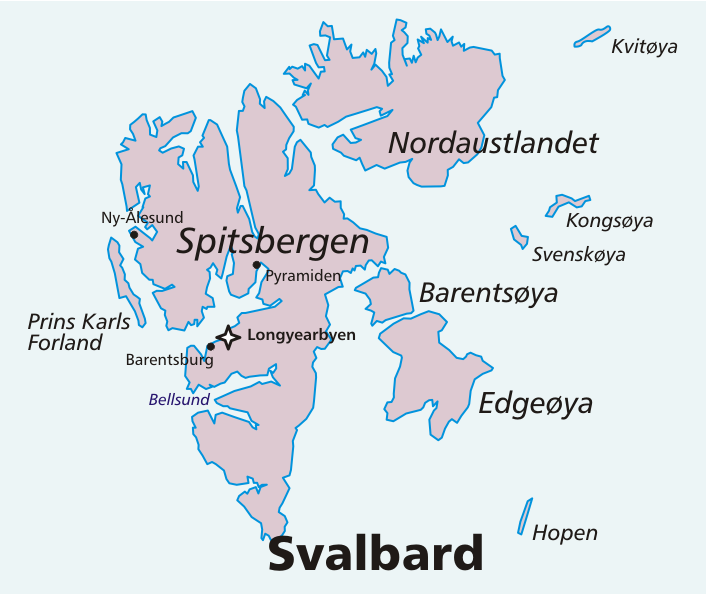
Lägeskarta

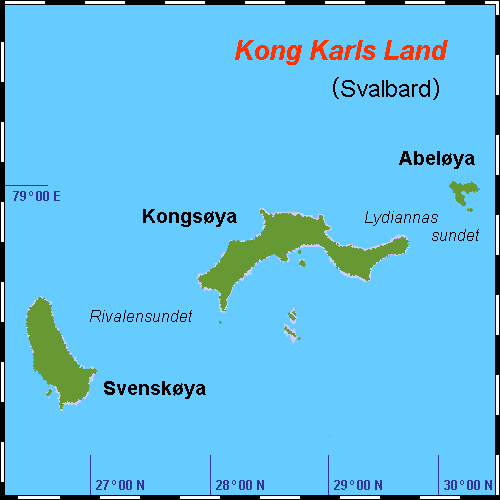
Kong Karls Land

Helgolandøya (svenska Helgolandön) är en liten ö i ögruppen Kong Karls land i nordöstra Svalbard. Ögruppen har den största populationen av isbjörn i hela Svalbard.

## Geografi
Helgolandøya ligger cirka 295 km nordöst om Longyearbyen och cirka 80 km sydöst om Nordaustlandet i Barents hav i Norra ishavet.
Den obebodda ön ligger 2 km söder om huvudön Kongsøya i viken Breibukta.:
Ön består av sedimentära bergarter från Mesozoikum och basaltsten och har endast mycket lite växtlighet :
Förvaltningsmässigt ingår Helgolandøya i naturreservatet Nordaust-Svalbard naturreservat 

## Historia
Ögruppen upptäcktes möjligen redan 1617 av engelske valfångaren Thomas Edge som då döpte området till Wiches Land . Ögruppen föll därefter i glömska.
1853 återupptäckte norske sälfångaren Erik Eriksen  ögruppen igen utan att närma sig den.
Helgolandøya är namngiven efter fartyget som den tyska "Helgolandexpeditionen" 1898 under ledning av Römers och Schauginns använde.
1973 inrättades Nordaust-Svalbard naturreservat.
Den 1 juli 1985 instiftades totalt landstigningsförbud på hela ögruppen. Förbudet gäller alla öar och skär och inkluderar även havsområdet 500 meter från land .